# جيب جراند شيروكي (زد جي)
جيب جراند شيروكي (بالإنجليزية: Jeep Grand Cherokee (ZJ))‏ هي سيارة من تصنيع شركة جيب (سيارة).